# Suối Lê Nin

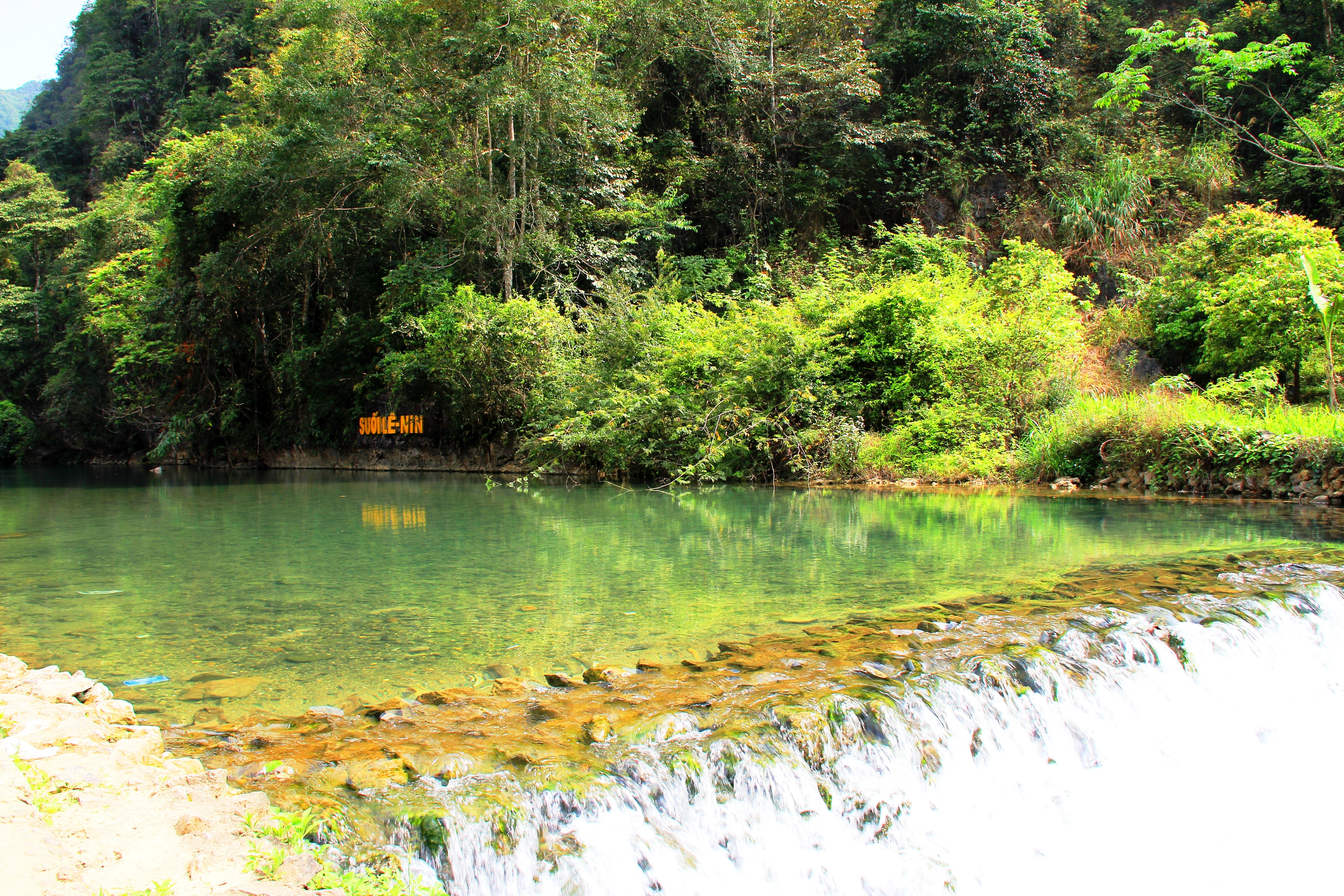
Suối Lê nin, hình chụp năm 2012

Suối Lê Nin nay thuộc di tích lịch sử Pác Bó nằm trên địa bàn xã Trường Hà, huyện Hà Quảng, cách trung tâm thành phố Cao Bằng 52 km về phía Bắc. Hồ Chí Minh sống và làm việc trong hang Cốc Bó và đặt tên dòng suối trước cửa hang là "suối Lênin" gắn với tên gọi là nhà cách mạng Nga là V.I.Lê Nin và ngọn núi có hang này là "núi Các Mác" là núi được đặt tên theo Nhà Cách Mạng Đức Các Mác. Suối Lê nin là đầu nguồn của Sông Bằng. Sông Bằng chảy qua thành phố Cao Bằng, rồi qua cửa khẩu Tà Lùng chảy sang Trung Quốc.